# 天天连萌
《天天连萌》是腾讯旗下天美艺游研发，在腾讯手机游戏平台推出的消除类游戏，其系统款仿照了连连看类游戏。这是一款支持以微信和QQ账号登录的游戏，玩家可以与好友分享游戏积分和排名。
2014年3月改名為《天天星連萌》。2015年更換圖標。
2016年11月9日停運。

## 规则

### 基本规则
游戏的玩法主要分经典模式和闪电模式两种，每盘时长60秒。
- 经典模式：经典模式的关卡设置是逐渐加大难度，一开始只需要消除个位数的方块即可通关，到了后面会越来越难，眼疾手快是必备的技能。每次游戏失败后需要消耗一个桃心才可以继续游戏，而桃心最多可积攒5个，每10分钟可以自然恢复一个桃心。
- 闪电模式：该模式有点像其他游戏中常见的生存模式（即没有关卡的设计），随着不断的消除会逐渐的增多方块的数量，玩家必须要不断的提高自己的消除速度，否则就会挂掉。该模式最爽的就是在闪电模式里攒够一定的能量会进入fever模式，这个时候你只需要不停的随便点击屏幕上的方块就可以消除一大片（类似爆炸的效果）。

### 道具
以下为该游戏的道具（连续使用有折扣，一盘游戏中最多只能选取3个道具）：
- 快速提示（60金币）：快速告诉你可消除的方块
- 强力炸弹（160金币）：增加炸弹的引爆数量
- 快速闪电（160金币）：使闪电更容易出现
- 时间延长（280金币）：消除带时钟的方块增加游戏时间
- 轻松连锁（480金币）：更容易达成perfect评价，连续40perfect后获得金币
- 得分UP（680金币）：游戏中所有得分增加10%

### 金币和钻石
金币可通过游戏和每日登录获得，而钻石则需要购买（iOS版本通过苹果账号绑定的支付方式付款，Android版本可通过财付通、银行卡快捷支付、Q点、QQ卡和手机支付来付款）。

### 其他说明
根据苹果公司相关规定，《天天连萌》iOS版中的钻石、金币、购买的爱心等数据，与其他设备和Android版本之间不互通。